# داداش‌های زیر چانه‌ای
داداش‌های زیر چانه‌ای (انگلیسی: Brothers Under the Chin) یک فیلم کمدی صامت آمریکایی است که در سال ۱۹۲۴ منتشر شد.
عنوانِ طنزآمیز فیلم اشاره‌ای به یک اصطلاح قدیمی در زبان انگلیسی است که معنای آن «افرادی است که از نظر ظاهری یا رفتاری ممکن است متفاوت باشند، ولی در درون، احساسات یا ویژگی‌های مشترکی دارند». داستان فیلم هم دربارهٔ دو برادر با بازی استن لورل و جیمز فینلیسون است که در کودکی از هم جدا شده‌اند و در دوران بزرگسالی بدون آنکه بدانند در کنار یکدیگر قرار می‌گیرند و با آنکه از لحاظ ظاهری و قیافه بسیار متفاوت هستند؛ اما خصوصیات اخلاقی مشترکی دارند.

## بازیگران
- استن لورل
- اینا گرگوری
- جیمز فینلیسون
- نوآ یانگ
- سمی بروکس
- ادی بیکر
- جان بی. اوبراین
- جرج رو